# NGC 2210
NGC 2210 is een bolvormige sterrenhoop in het sterrenbeeld Goudvis. Het hemelobject werd op 31 januari 1835 ontdekt door de Britse astronoom John Herschel.

## Synoniemen
- ESO 57-SC71